# Apsilochorema moselyellum
Apsilochorema moselyellum är en nattsländeart som beskrevs av Douglas E. Kimmins 1955. Apsilochorema moselyellum ingår i släktet Apsilochorema och familjen Hydrobiosidae. Inga underarter finns listade i Catalogue of Life.